# Badminton op de Olympische Zomerspelen 2012 – vrouwen dubbelspel
Het vrouwen dubbelspel in het badminton op de Olympische Zomerspelen 2012 in Londen vond plaats tussen 28 juli en 5 augustus 2012. Tian Qing en Zhao Yunlei wonnen de finale met 2 sets tegen Mizuki Fujii en Reika Kakiiwa.

## Plaatsingslijst
| Nr. | Speler                     | Prestatie         | Uitgeschakeld door    |
| --- | -------------------------- | ----------------- | --------------------- |
| 1.  | Wang Xiaoli Yu Yang        | Gediskwalificeerd | Niet van toepassing   |
| 2.  | Tian Qing Zhao Yunlei      | Goud              | Niet van toepassing   |
| 3.  | Ha Jung-eun Kim Min-jung   | Gediskwalificeerd | Niet van toepassing   |
| 4.  | Mizuki Fujii Reika Kakiiwa | Zilver            | Tian Qing Zhao Yunlei |

## Groepsfase
In elke groep spelen alle spelers onderling tegen elkaar. De eerste twee van elke groep plaatsen zich voor de knock-outfase.

### Groep A
| Spelers                        | Gsp | W | V | SW | SV | Ptn |
| ------------------------------ | --- | - | - | -- | -- | --- |
| Jung Kyung-eun / Kim Ha-na     | 3   | 3 | 0 | 6  | 0  | 3   |
| Wang Xiaoli / Yu Yang          | 3   | 2 | 1 | 4  | 2  | 2   |
| Valeri Sorokina / Nina Vislova | 3   | 1 | 2 | 2  | 4  | 1   |
| Alexandra Bruce / Michelle Li  | 3   | 0 | 3 | 0  | 6  | 0   |

| Team 1                         | Uitslag      | Team 2                         |
| ------------------------------ | ------------ | ------------------------------ |
| Wang Xiaoli / Yu Yang          | 21-11, 21-7  | Alexandra Bruce / Michelle Li  |
| Jung Kyung-eun / Kim Ha-na     | 21-5, 21-11  | Alexandra Bruce / Michelle Li  |
| Wang Xiaoli / Yu Yang          | 21-6, 21-9   | Valeri Sorokina / Nina Vislova |
| Jung Kyung-eun / Kim Ha-na     | 23-21, 21-18 | Valeri Sorokina / Nina Vislova |
| Valeri Sorokina / Nina Vislova | 21-8, 21-10  | Alexandra Bruce / Michelle Li  |
| Wang Xiaoli / Yu Yang          | 14-21, 11-21 | Jung Kyung-eun / Kim Ha-na     |

### Groep B
| Spelers                         | Gsp | W | V | SW | SV | Ptn |
| ------------------------------- | --- | - | - | -- | -- | --- |
| Cheng Wen-hsing / Chien Yu-chin | 3   | 2 | 1 | 5  | 3  | 2   |
| Mizuki Fujii / Reika Kakiiwa    | 3   | 2 | 1 | 4  | 3  | 21  |
| Jwala Gutta / Ashwini Ponnappa  | 3   | 2 | 1 | 4  | 3  | 2   |
| Shinta Mulia Sari / Yao Lei     | 3   | 0 | 3 | 2  | 6  | 0   |

1 Fujii en Kakiiwa hebben een beter puntensaldo dan Gutta en Ponnappa
| Team 1                          | Uitslag             | Team 2                          |
| ------------------------------- | ------------------- | ------------------------------- |
| Mizuki Fujii / Reika Kakiiwa    | 21-16, 21-18        | Jwala Gutta / Ashwini Ponnappa  |
| Cheng Wen-hsing / Chien Yu-chin | 18-21, 21-15, 21-15 | Shinta Mulia Sari / Yao Lei     |
| Mizuki Fujii / Reika Kakiiwa    | 16-21, 21-10, 21-19 | Shinta Mulia Sari / Yao Lei     |
| Cheng Wen-hsing / Chien Yu-chin | 23-25, 21-16, 18-21 | Jwala Gutta / Ashwini Ponnappa  |
| Mizuki Fujii / Reika Kakiiwa    | 19-21, 11-21        | Cheng Wen-hsing / Chien Yu-chin |
| Shinta Mulia Sari / Yao Lei     | 16-21, 15-21        | Jwala Gutta / Ashwini Ponnappa  |

### Groep C
| Spelers                           | Gsp | W | V | SW | SV | Ptn |
| --------------------------------- | --- | - | - | -- | -- | --- |
| Ha Jung-eun / Kim Min-jung        | 3   | 3 | 0 | 6  | 1  | 3   |
| Meiliana Jauhari / Greysia Polii  | 3   | 2 | 1 | 5  | 3  | 2   |
| Leanne Choo / Renuga Veeran       | 3   | 1 | 2 | 3  | 4  | 1   |
| Michelle Edwards / Annari Viljoen | 3   | 0 | 3 | 0  | 6  | 0   |

| Team 1                           | Uitslag             | Team 2                            |
| -------------------------------- | ------------------- | --------------------------------- |
| Ha Jung-eun / Kim Min-jung       | 21-8, 21-7          | Michelle Edwards / Annari Viljoen |
| Meiliana Jauhari / Greysia Polii | 21-11, 20-22, 21-13 | Leanne Choo / Renuga Veeran       |
| Leanne Choo / Renuga Veeran      | 21-9, 21-7          | Michelle Edwards / Annari Viljoen |
| Meiliana Jauhari / Greysia Polii | 21-18, 21-10        | Michelle Edwards / Annari Viljoen |
| Ha Jung-eun / Kim Min-jung       | 21-7, 21-19         | Leanne Choo / Renuga Veeran       |
| Ha Jung-eun / Kim Min-jung       | 18-21, 21-14, 21-12 | Meiliana Jauhari / Greysia Polii  |

### Groep D
| Spelers                                   | Gsp | W | V | SW | SV | Ptn |
| ----------------------------------------- | --- | - | - | -- | -- | --- |
| Christinna Pedersen / Kamilla Rytter Juhl | 3   | 2 | 1 | 5  | 3  | 2   |
| Tian Qing / Zhao Yunlei                   | 3   | 2 | 1 | 4  | 2  | 2   |
| Miyuki Maeda / Satoko Suetsuna            | 3   | 2 | 1 | 4  | 3  | 2   |
| Poon Lok Yan / Tse Ying Suet              | 3   | 0 | 3 | 1  | 6  | 0   |

| Team 1                                    | Uitslag             | Team 2                                    |
| ----------------------------------------- | ------------------- | ----------------------------------------- |
| Miyuki Maeda / Satoko Suetsuna            | 18-21, 21-14, 21-17 | Christinna Pedersen / Kamilla Rytter Juhl |
| Tian Qing / Zhao Yunlei                   | 21-11, 21-12        | Poon Lok Yan / Tse Ying Suet              |
| Christinna Pedersen / Kamilla Rytter Juhl | 21-13, 14-21, 21-18 | Poon Lok Yan / Tse Ying Suet              |
| Tian Qing / Zhao Yunlei                   | 21-16, 21-17        | Miyuki Maeda / Satoko Suetsuna            |
| Tian Qing / Zhao Yunlei                   | 20-22, 12-21        | Christinna Pedersen / Kamilla Rytter Juhl |
| Miyuki Maeda / Satoko Suetsuna            | 21-15, 21-19        | Poon Lok Yan / Tse Ying Suet              |

## Diskwalificaties na groepsfase
Tijdens de laatste groepswedstrijd van groep A tussen de Chinezen Wang Xiaoli / Yu Yang en de Zuid-Koreanen Jung Kyung-eun / Kim Ha-na werd er opvallend slecht gespeeld. Ook in de laatste wedstrijd van groep C tussen de Koreanen Ha Jung-eun / Kim Min-jung en de Indonesiërs Meiliana Jauhari / Greysia Polii was dit het geval. Het Chinese koppel kon bij verlies een vroegtijdige confrontatie met hun landgenoten Tian Qing / Zhao Yunlei vermijden, terwijl de koppels uit groep C een confrontatie met het sterke Chinese koppel Wang Xiaoli / Yu Yang konden vermijden. Omdat deze vier koppels hun laatste wedstrijd niet probeerden te winnen werden ze gediskwalifeerd. Hun plaatsen in de kwartfinales werden ingenomen door de koppels die als derde en vierde eindigden in de groepen A en C.

## Knock-outfase
|  | Kwartfinale | Kwartfinale                             | Kwartfinale                | Kwartfinale                | Kwartfinale |                               |                             | Halve finale | Halve finale         | Halve finale         | Halve finale         | Halve finale         |                      |    | Finale | Finale                       | Finale | Finale | Finale | Finale | Finale |
|  |             |                                         |                            |                            |             |                               |                             |              |                      |                      |                      |                      |                      |    |        |                              |        |        |        |        |        |
|  |             | Valeri Sorokina Nina Vislova            | 21                         | 21                         |             |                               |                             |              |                      |                      |                      |                      |                      |    |        |                              |        |        |        |        |        |
|  |             | Michelle Edwards Annari Viljoen         | 9                          | 7                          |             |                               |                             |              |                      |                      |                      |                      |                      |    |        |                              |        |        |        |        |        |
|  |             | Michelle Edwards Annari Viljoen         | 9                          | 7                          |             | Valeri Sorokina Nina Vislova  | 19                          | 6            |                      |                      |                      |                      |                      |    |        |                              |        |        |        |        |        |
|  |             |                                         |                            |                            |             | Valeri Sorokina Nina Vislova  | 19                          | 6            |                      |                      |                      |                      |                      |    |        |                              |        |        |        |        |        |
|  |             | 2                                       | Tian Qing Zhao Yunlei      | 21                         | 21          |                               |                             |              |                      |                      |                      |                      |                      |    |        |                              |        |        |        |        |        |
|  |             | 2                                       | Tian Qing Zhao Yunlei      | 21                         | 21          | Cheng Wen-hsing Chien Yu-chin | 10                          | 14           |                      |                      |                      |                      |                      |    |        |                              |        |        |        |        |        |
|  |             |                                         |                            |                            |             | Cheng Wen-hsing Chien Yu-chin | 10                          | 14           |                      |                      |                      |                      |                      |    |        |                              |        |        |        |        |        |
|  | 2           | Tian Qing Zhao Yunlei                   | 21                         | 21                         |             |                               |                             |              |                      |                      |                      |                      |                      |    |        |                              |        |        |        |        |        |
|  |             |                                         |                            |                            |             |                               |                             |              |                      |                      |                      |                      |                      |    | 2      | Tian Qing Zhao Yunlei        | 21     | 25     |        |        |        |
|  |             |                                         | 4                          | Mizuki Fujii Reika Kakiiwa | 10          | 23                            |                             |              |                      |                      |                      |                      |                      |    |        |                              |        |        |        |        |        |
|  |             | Alexandra Bruce Michelle Li             | 21                         | 18                         | 21          |                               |                             |              |                      |                      |                      |                      |                      |    |        |                              |        |        |        |        |        |
|  |             | Leanne Choo Renuga Veeran               | 9                          | 21                         | 18          |                               |                             |              |                      |                      |                      |                      |                      |    |        |                              |        |        |        |        |        |
|  |             | Leanne Choo Renuga Veeran               | 9                          | 21                         | 18          |                               | Alexandra Bruce Michelle Li | 12           | 21                   | 13                   |                      |                      |                      |    |        |                              |        |        |        |        |        |
|  |             |                                         |                            |                            |             |                               | Alexandra Bruce Michelle Li | 12           | 21                   | 13                   |                      |                      |                      |    |        |                              |        |        |        |        |        |
|  |             | 4                                       | Mizuki Fujii Reika Kakiiwa | 21                         | 19          | 21                            |                             |              | Wedstrijd voor Brons | Wedstrijd voor Brons | Wedstrijd voor Brons | Wedstrijd voor Brons | Wedstrijd voor Brons |    |        |                              |        |        |        |        |        |
|  | 4           | 4                                       | Mizuki Fujii Reika Kakiiwa | 21                         | 19          | 21                            | Mizuki Fujii Reika Kakiiwa  | 22           | Wedstrijd voor Brons | Wedstrijd voor Brons | Wedstrijd voor Brons | Wedstrijd voor Brons | Wedstrijd voor Brons | 21 |        |                              |        |        |        |        |        |
|  | 4           |                                         |                            |                            |             |                               | Mizuki Fujii Reika Kakiiwa  | 22           |                      |                      |                      |                      |                      | 21 |        |                              |        |        |        |        |        |
|  |             | Christinna Pedersen Kamilla Rytter Juhl | 20                         | 10                         |             |                               |                             |              |                      |                      |                      |                      |                      |    |        | Valeri Sorokina Nina Vislova | 21     | 21     |        |        |        |
|  |             |                                         |                            |                            |             |                               |                             |              |                      |                      |                      |                      |                      |    |        | Alexandra Bruce Michelle Li  | 9      | 10     |        |        |        |